# Damer rogenc
El damer rogenc o damer roig (Melitaea didyma) és una espècie de lepidòpter papilionoïdeu de la família dels nimfàlids (Nymphalidae) present als Països Catalans.

## Descripció

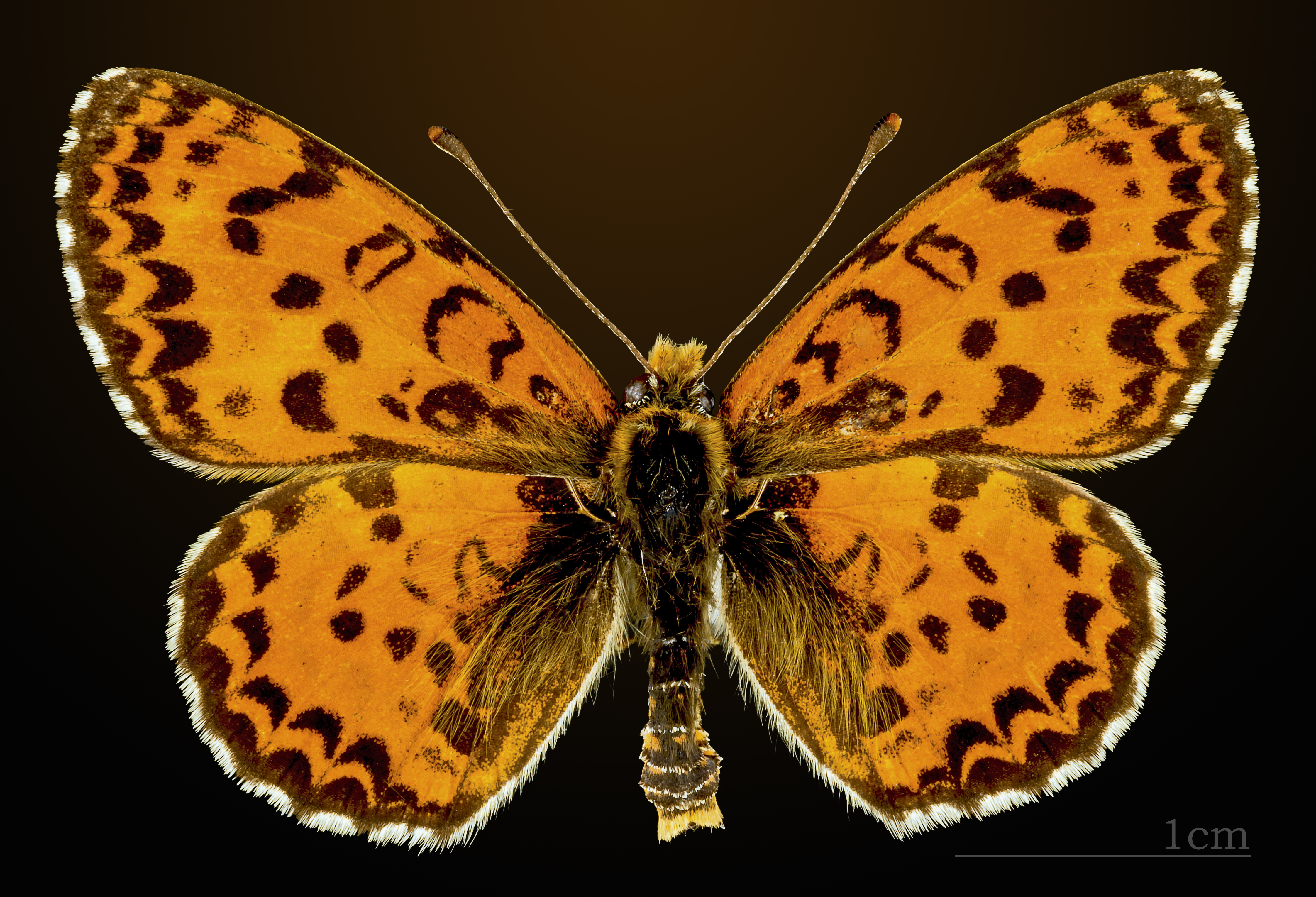
♂
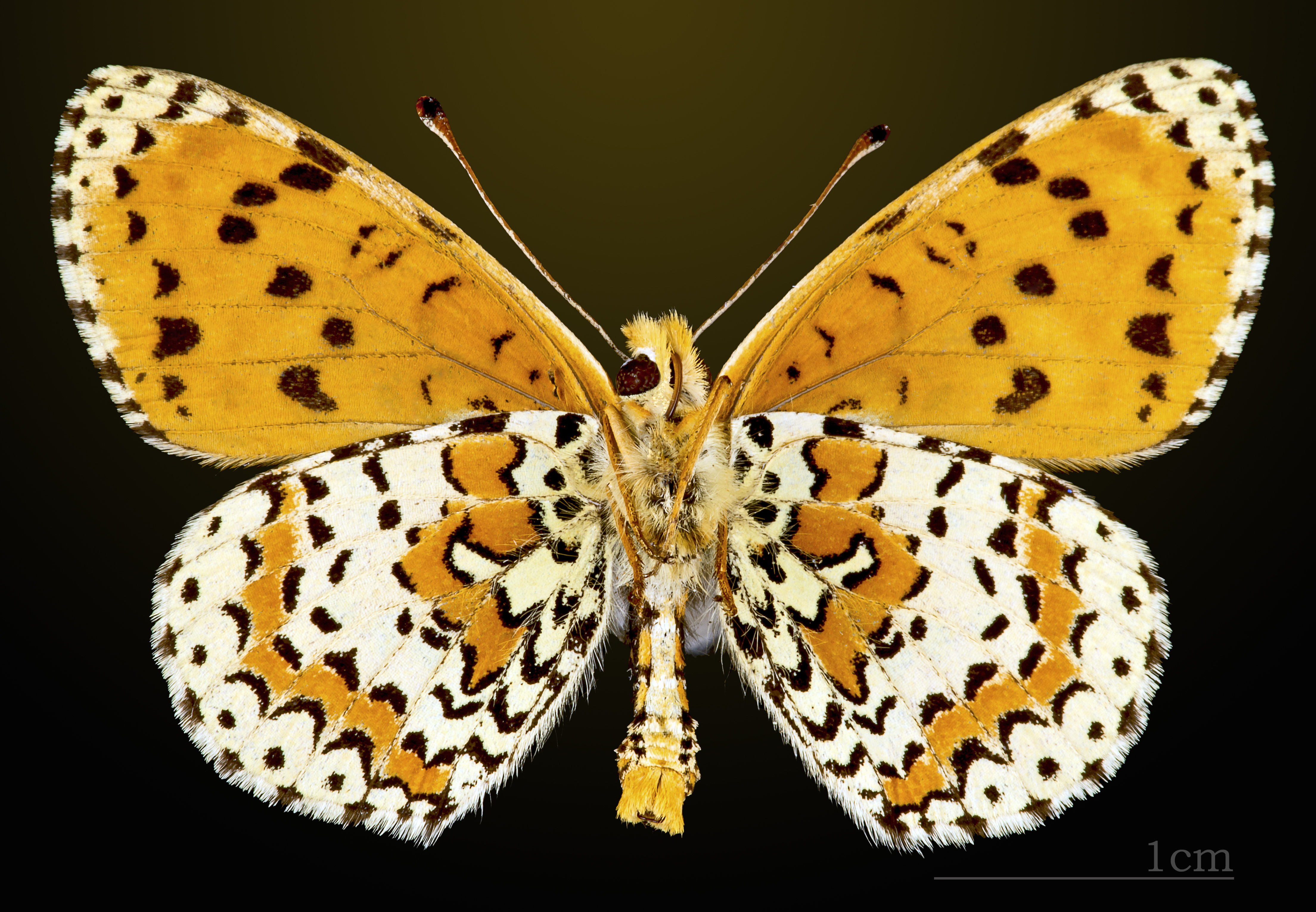
♂ △
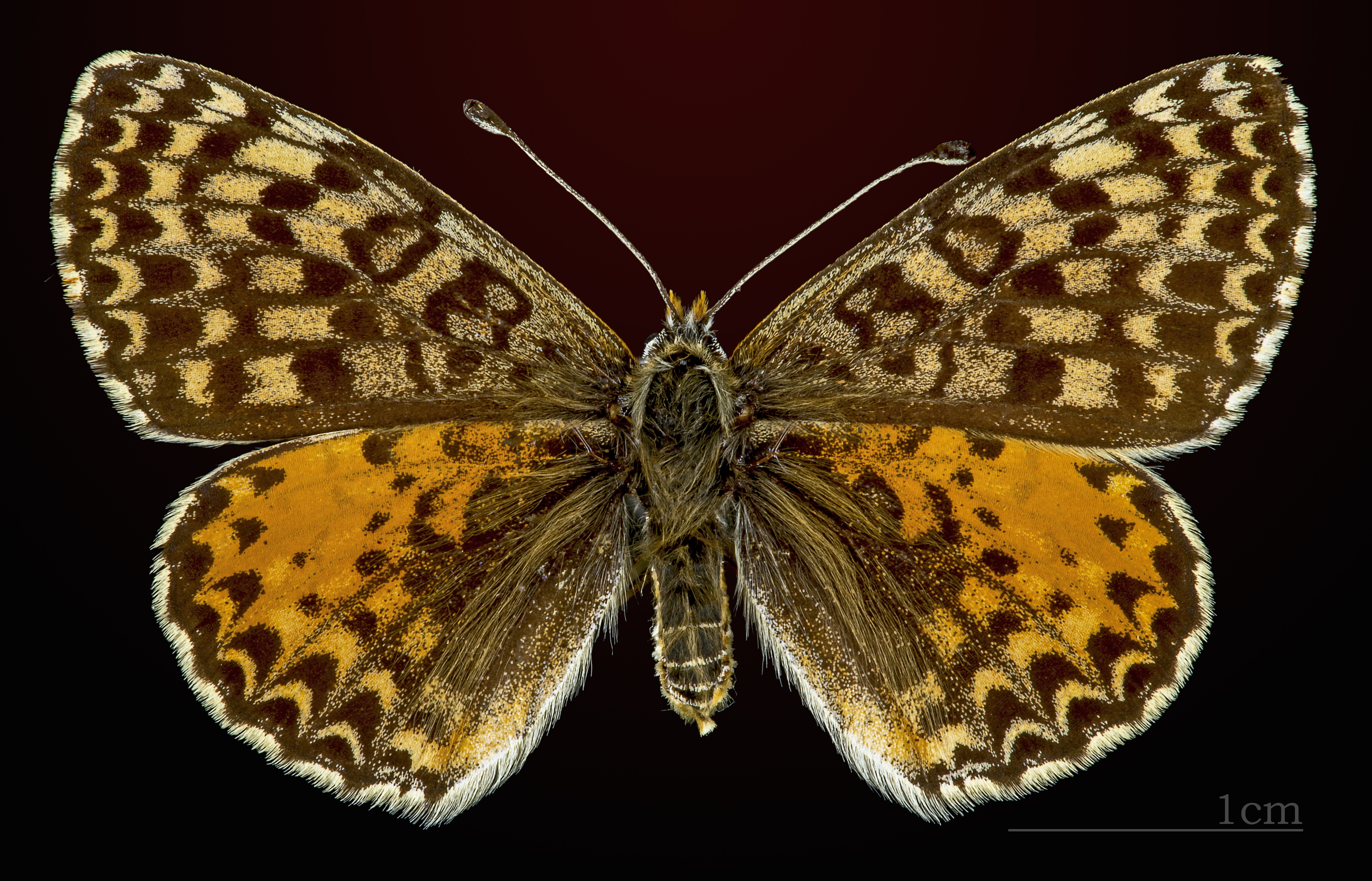
♀
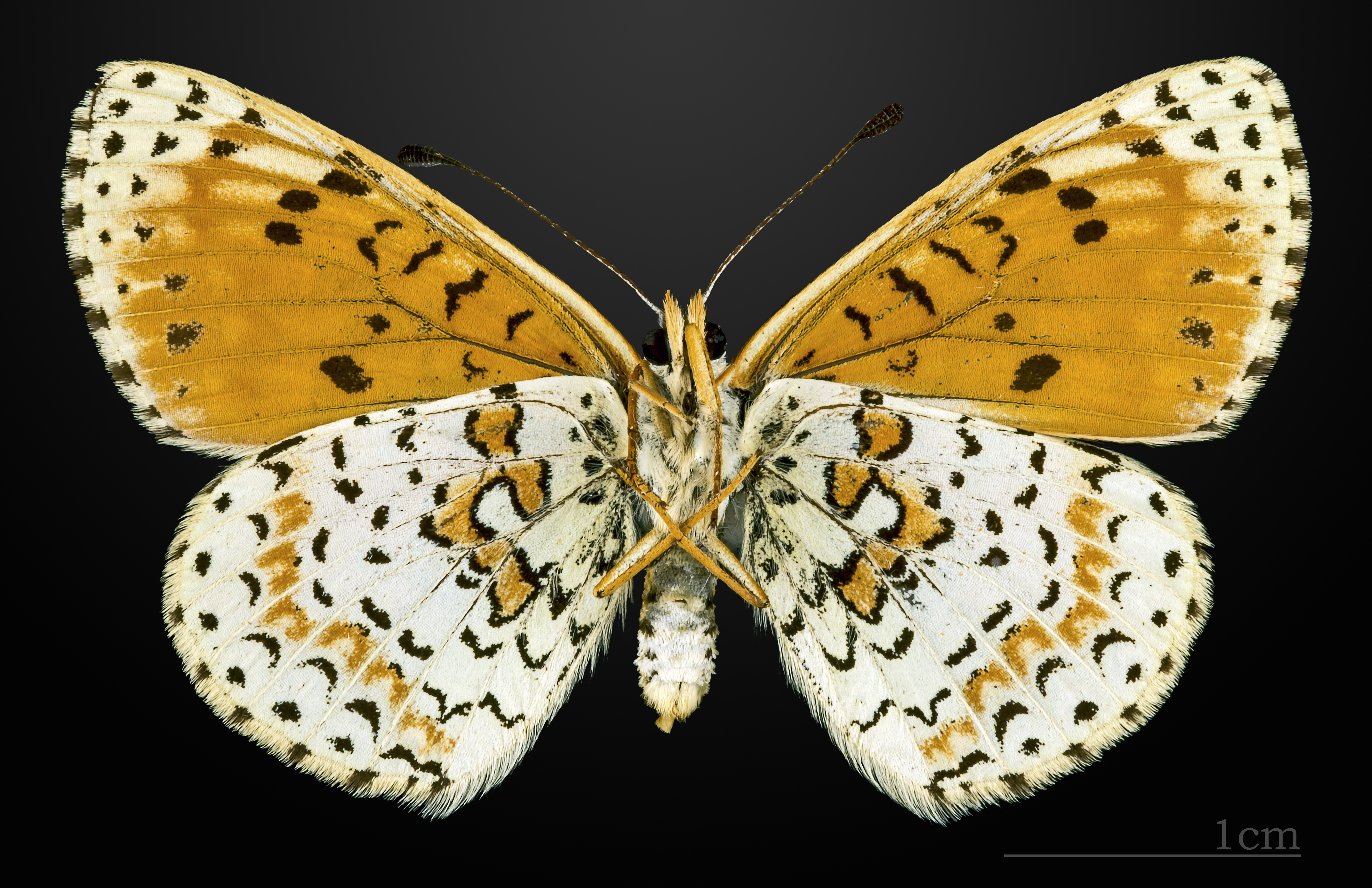
♀ △

### Subespècies
- Melitaea didyma didyma (Esper 1778)
- Melitaea didyma ambra Higgins, 1941
- Melitaea didyma elavar Fruhstorfer, 1917
- Melitaea didyma kirgisica Bryk, 1940
- Melitaea didyma neera Fischer de Waldheim, 1840
- Melitaea didyma occidentalis Staudinger, 1861
- Melitaea didyma turkestanica Sheljuzhko, 1929[5]

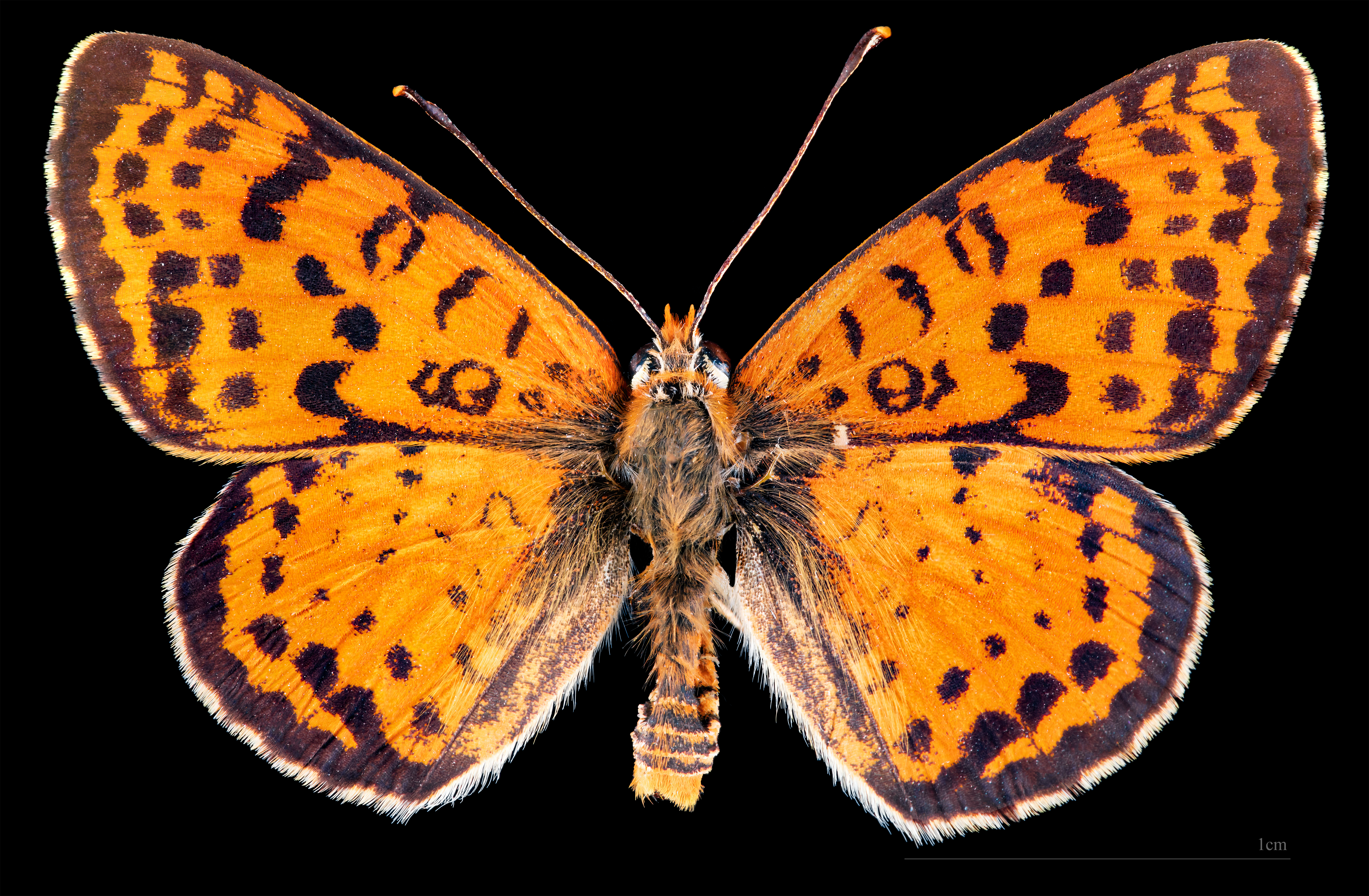
Melitaea didyma occidentalis ♂
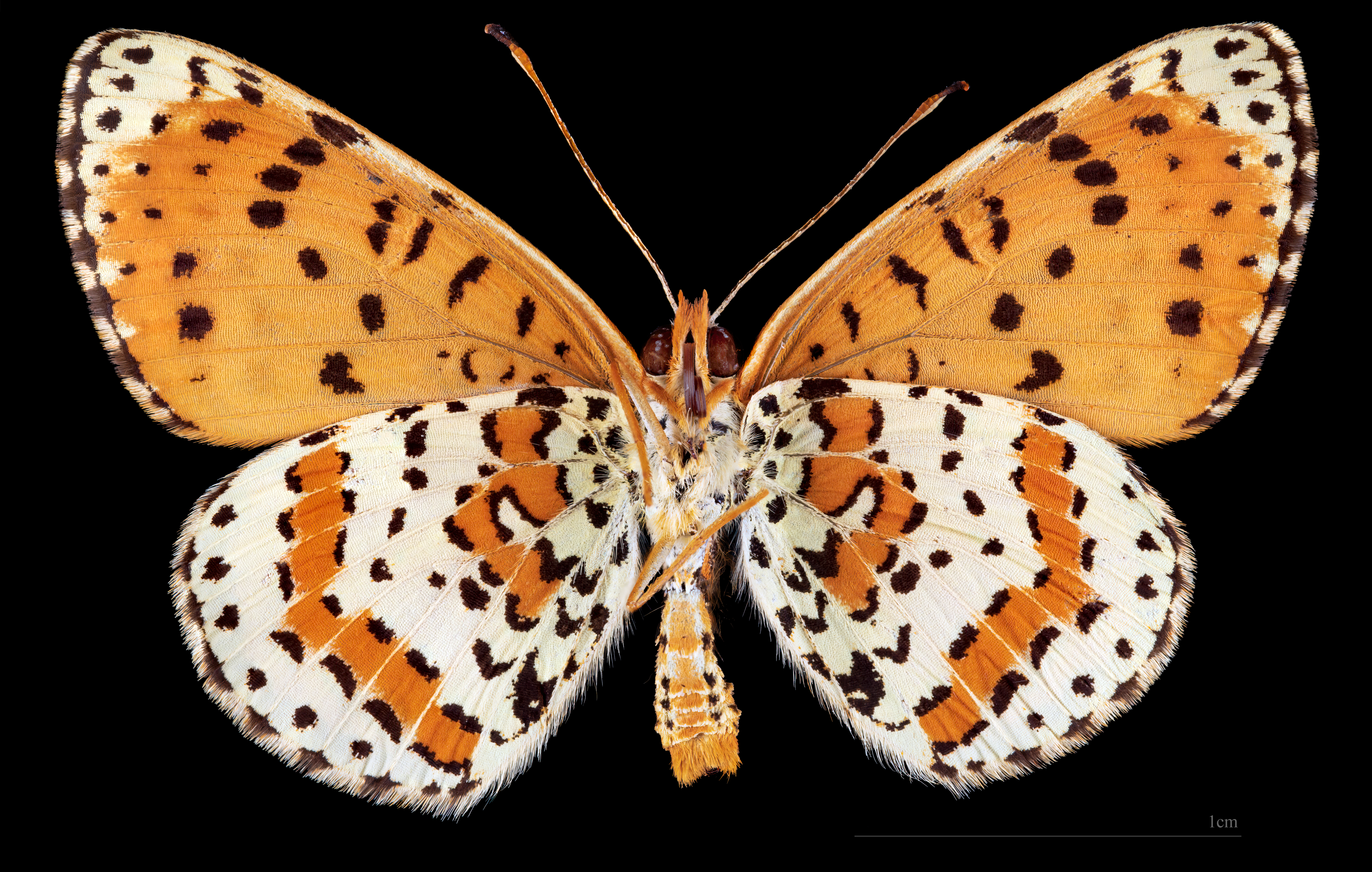
Melitaea didyma occidentalis ♂ △
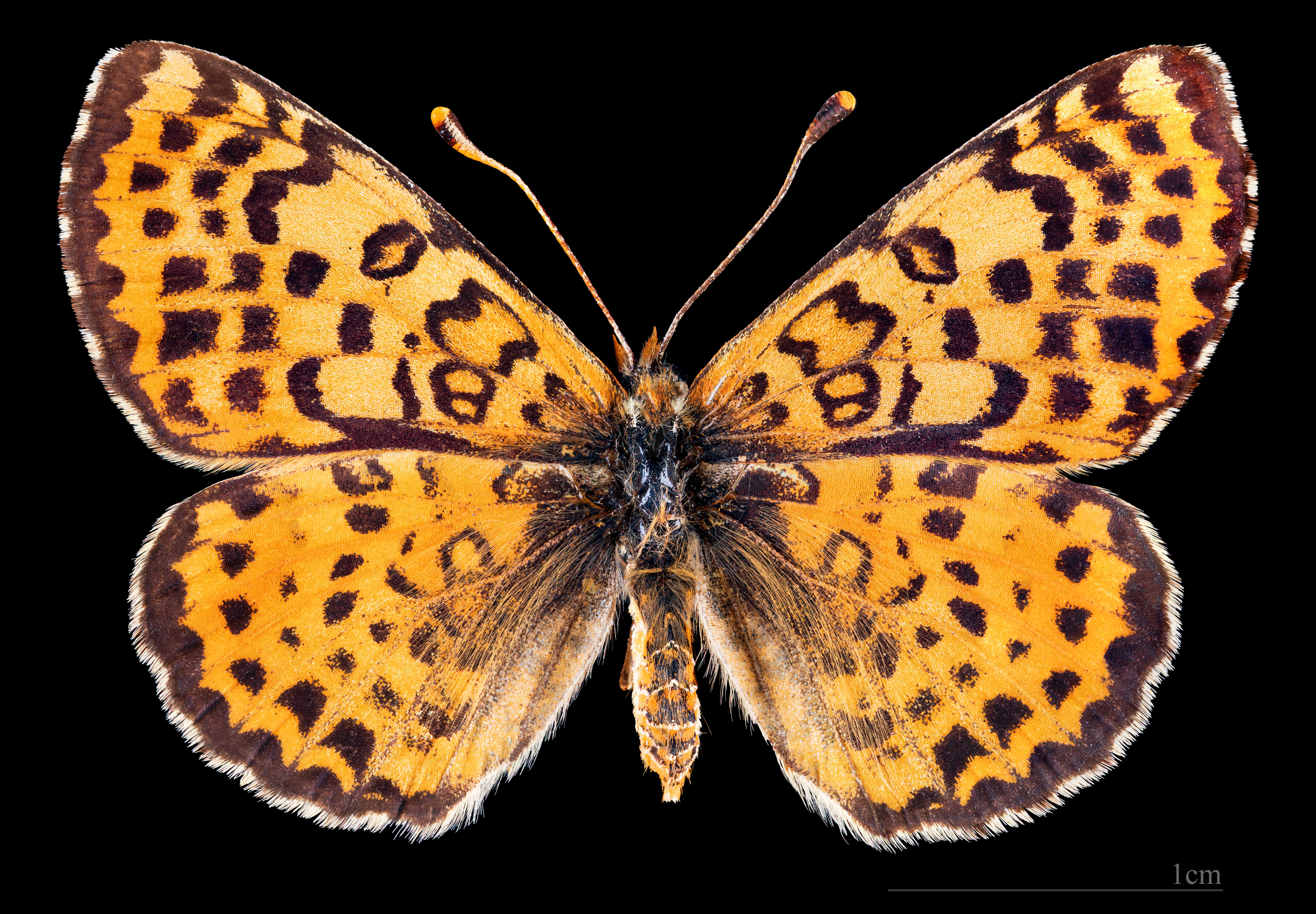
Melitaea didyma occidentalis ♀
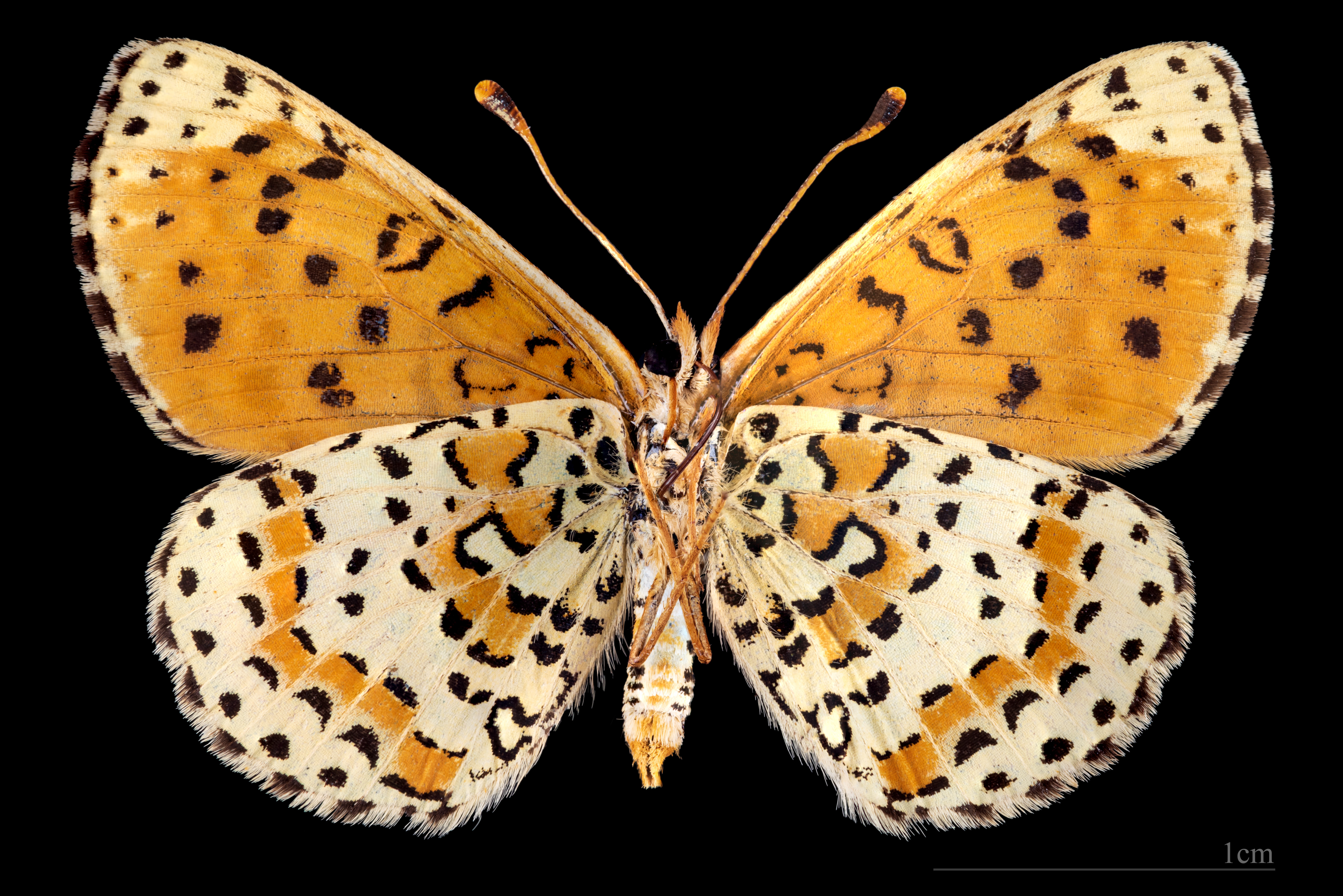
Melitaea didyma occidentalis ♀ △

## Distribució
Es distribueix pel nord-oest d'Àfrica sud i est d'Europa, Turquia, Orient Mitjà, nord de l'Iran, Afganistan, Rússia, el Kazakhstan, nord del Pakistan, Mongòlia i oest de la Xina. Es troba a tota la península Ibèrica.

## Hàbitat
Divers: zones àrides amb flors, clars de bosc, prats, barrancs secs i rocosos, camps de cultiu abandonats, etc. L'eruga s'alimenta de nombroses espècies de plantes tals com Linaria vulgaris, Linaria alpina, Antirrhinium brevifolium, Misopates orontium, Plantago, Veronica, Digitalis, Stacys recta, Valeriana, Verbascum thapsus, etc.

## Període de vol i hibernació
Dues generacions o tres generacions a l'any; Al nord-oest d'Àfrica entre març i octubre i a Europa entre mitjans d'abril i setembre. Hiberna com a eruga.